# Doppelte Kontingenz
Doppelte Kontingenz ist ein Fachterminus im Strukturfunktionalismus und in der soziologischen Systemtheorie, der von Talcott Parsons eingeführt und von Niklas Luhmann übernommen und abgeändert wurde. Mit dem Begriff wird aus systemtheoretischer Sicht das Problem beschrieben, wie und unter welchen Voraussetzungen Interaktion oder Kommunikation als systembildende Operation beginnen kann und soziale Systeme entstehen können.
Der Begriff beschreibt (in der reinen Form) eine soziale Situation, in der mindestens zwei Teilnehmer sich gegenseitig wahrnehmen, und in der noch völlig unbestimmt ist, was als Nächstes geschehen soll. Die Situation ist dadurch gekennzeichnet, dass nichts notwendig (zu tun) ist und zugleich auch nichts unmöglich (zu tun) ist; in der Ausschließung von Notwendigkeit und Unmöglichkeit besteht die Kontingenz. Dadurch, dass dies gleichzeitig für beide Teilnehmer gilt, wird von doppelter Kontingenz gesprochen. Wenn jeder von beiden sich nur in Bezug auf den anderen festlegen will und sein Verhalten/Handeln nur an das des anderen anschließen will (oder kann), entsteht das Problem, dass kein Anfang denkbar ist, weil nicht klar ist, wer von beiden womit anfangen sollte. Es ist beispielsweise kein Thema für Kommunikationsbeiträge vorhanden. Bei jedem möglichen Thema besteht kein Grund, genau dieses Thema zu initiieren. Es könnte jedes andere Thema genommen werden.
Wenn von einer Auswahl von Handlungen gesprochen wird, dann ist doppelte Kontingenz die Folge, wenn innerhalb einer sozialen Interaktion die ausgewählten Handlungen zweier Interaktionspartner („Alter (anderer)" und „Ego (ich)“) wechselseitig von den vom jeweils anderen ausgewählten Handlungsalternativen abhängig sind. Ein Kommunikationszusammenhang stabilisiert sich erst durch die Herausbildung von Erwartungen, die über verschiedene Situationen von den Interaktionspartnern verallgemeinert werden.
In dieser reinen Form von doppelter Kontingenz wird von sämtlichen (als geschichtlich, situativ oder individuell beschreibbaren) Einschränkungen der Möglichkeiten abgesehen. Es wird von einer Geschichte abgesehen, die ein bestimmtes Verhalten/Handeln oder ein bestimmtes Thema nahelegen würde. Für Luhmann beschreibt der Begriff darüber hinaus nicht nur Situationen, an denen Menschen beteiligt sind. Der Begriff eignet sich für Luhmann auch dafür, von Menschen als Individuen abzusehen; doppelte Kontingenz kann auch zwischen sozialen Systemen auftreten. Reine doppelte Kontingenz – eine sozial völlig unbestimmte Situation – kommt jedoch auch für Niklas Luhmann in der gesellschaftlichen Wirklichkeit nicht vor. Der Begriff eignet sich als Ausgangspunkt für Überlegungen dahingehend, was sich besonders dafür eignet, um den Zirkel zu unterbrechen. Jede Selbstfestlegung generiert Informations- und Anschlusswert. Die Situation einer doppelten Kontingenz wird für Luhmann dadurch hochsensibel für nahezu beliebige Bestimmungen. Damit setzt sich in Bezug auf das Problem der doppelten Kontingenz eine Problemlösung gleichsam von selbst in Gang; was dafür allein notwendig ist, ist Zeit. Luhmann sieht also  – im Gegensatz zu Parsons – Kommunikation als aus sich heraus entstehendes Phänomen der Kontingenzreduktion (Unsicherheitsminderung).
Doppelte Kontingenz ist Ursache und Bedingung dafür, dass soziale Systeme als emergente Ordnungen entstehen. Soziale Systeme sind gegenüber psychischen Systemen (Bewusstseinen) insofern emergent, als das Entstehen und Bestehen sozialer Systeme nicht davon abhängt, dass die Komplexität der beteiligten psychischen Systeme (Bewusstseine) kontrolliert oder berechnet werden kann. Vereinfacht formuliert: Kommunikationsereignisse – und mit der Kommunikation soziale Systeme – entstehen, weil (nicht: obwohl) Menschen ihre Gedanken nicht direkt aneinander anschließen können und den jeweils anderen nicht vollständig vorausberechnen können.

## Einzelbelege
1. ↑  Siehe dazu: Jurit Kärtner: Das Problem der doppelten Kontingenz als Ausgangsproblem des Sozialen und der soziologischen Theorie. Vorschlag zu einer Systematisierung der soziologischen Systemtheorie Niklas Luhmanns. In: Zeitschrift für theoretische Soziologie 4/1(2015)  S. 60–88.
2. ↑  Niklas Luhmann, Soziale Systeme, Frankfurt 1984, S. 152, mit weiteren Literaturangaben
3. ↑  “There is a double contingency inherent in interaction. On the one hand, ego’s gratifications are contingent on his selection among available alternatives. But in turn, alter’s reaction will be contingent on ego’s selection and will result from a complementary selection on alter’s part. Because of this double contingency, communication, which is the precondition of cultural patterns, could not exist without both generalization from the particularity of specific situations (which are never identical for ego and alter) and stability of meaning which can only be assured by ‘conventions’ observed by both parties.” (General Statement. In: Talcott Parsons, Edward A. Shils: Toward a General Theory of Action. Cambridge, Mass. 1951, S. 16; zit. nach Niklas Luhmann: Arbeitsteilung und Moral. Durkheims Theorie. In: Emile Durkheim: Über soziale Arbeitsteilung. Studie über die Organisation höherer Gesellschaften. Suhrkamp Frankfurt am Main 1. Aufl. 1992. ISBN 3-518-28605-6. S. 30, Anm. 19)
4. ↑  Niklas Luhmann: Soziale Systeme, Frankfurt 1984, S. 153 f.
5. ↑  Niklas Luhmann: Soziale Systeme, Frankfurt 1984, S. 168
6. ↑  „Aller Anfang ist leicht.“ Niklas Luhmann: Soziale Systeme, Frankfurt 1984, S. 184
7. ↑  Niklas Luhmann: Soziale Systeme, Frankfurt 1984, S. 166, S. 176
8. ↑  Niklas Luhmann: Soziale Systeme, Frankfurt 1984, S. 154 f, S. 157